# Faustball Elgg
Faustball Elgg (abgekürzt FB Elgg) ist ein Faustballverein aus Elgg im Kanton Zürich. Der Verein ist in Spielgemeinschaft mit dem FBV Ettenhausen Teilnehmer der Schweizer Nationalliga A der Männer, und stellt in dieser Spielgemeinschaft auch Mannschaften in der Nationalliga B sowie der 1. Liga. Die Junioren sowie Amateurmannschaften unterhalb der 1. Liga starten weiterhin für den Verein und nicht für die Spielgemeinschaft.

## Geschichte
Faustball wurde im Turnverein Elgg erstmals vor rund 40 Jahren in der Männerriege gespielt. Am 24. Februar 1989 erfolgte die Gründung einer eigenständigen Faustballriege unter dem Namen FB Elgg. 1997 richtete der FB Elgg die U18-Europameisterschaft aus. Am 25./26. August 1999 wurde in Elgg die WM-Vorrunde der Herren ausgerichtet. Seit den Aufstiegen der 1. Mannschaften in der Hallensaison 1999/00 bzw. 2000 gehört Elgg dauerhaft der Nationalliga A an. 2002 und 2004 beendete FB Elgg die Meisterschaft jeweils auf dem dritten Platz.
2008 wurde zusammen mit dem NLB- und ehemaligen NLA-Verein FBV Ettenhausen die Spielgemeinschaft FG Elgg-Ettenhausen gegründet. Unter diesem Namen holte sie sich 2009 den Vizemeistertitel. 2011 konnte die Spielgemeinschaft den Cup für sich entscheiden und 2013 wurde sie abermals Dritter in der Meisterschaft.